# 明日葉さんちのムコ暮らし
『明日葉さんちのムコ暮らし』（あしたばさんちのムコぐらし）は、大井昌和による日本の漫画作品。
女家族の一軒家で魅惑の同居生活の日常を描いたセクシーホームコメディ。『グランドジャンプ』（集英社）において、2015年17号から2018年3号まで連載された。『グランドジャンプPREMIUM』（集英社）2018年3月号にて特別読切の『特別編』を掲載。
2016年1月19日には単行本第1巻の発売記念として、同年1月16日に発売された大井の『おくさん』10巻と合わせて、ニコニコ生放送で大井が単行本にサインを入れる様子を生中継するイベントが開催された。コミックス1巻の帯には御伽ねこむが推薦文を寄せている

## あらすじ
妻・明日葉 ひなたの実家に婿入りしたむーくんこと明日葉 六実。お金が貯まるまでとりあえず、ひなたの実家に同居ということになったのだが、明日葉家は巨乳家系。義母のくるみ、高校生の義妹・明日菜と、くるみの妹・ぬくみは揃って巨乳。小3の義妹・詩音は成長前なのでまだ巨乳ではない。女所帯であるが故に、ドアを開けたらくるみが着替え中だったりと六実が遭遇しまくるエッチなハプニングを交えながら、六実とひなたの新婚生活のラブラブぶり、新しい家族の触れ合いが繰り広げられる。
やがて、長期出張中の義父のふみをも一時帰宅し、六実とひなたの挙式も行われる。
今度は、ひなたとくるみの妊娠の発覚、ふみをが脳溢血で入院、六実のリストラといった事件が起こる。

## 登場人物
明日葉 六実（あしたば むつみ）
本作の主人公。巨乳家系の明日葉家に婿入りした青年。旧姓・相馬（そうま）。1991年（平成3年）3月3日生まれ。
図書館に勤務。後にリストラとなり、大学教授の助手となるため大学に再入学。第1子誕生後に家事を担当。妻のひなたと義母のくるみからは「むーくん」の愛称で呼ばれる。明日葉家の女家族に振り回される日々を送る。勃起すると激しくズボンに形が浮き出るほどの巨根を持つ。幼少期に両親と死別し、祖母に育てられた。
明日葉 ひなた（あしたば ひなた）
明日葉家の長女。六実の妻。バストサイズはKカップ。
夫の六実と大学で出会って以来、好意を抱くようになる。六実を深く愛する一方で独占欲が強く、六実に近付こうとする女性には家族であっても激しい嫉妬と敵意を向ける。家族の目がある実家では夫婦の営みがままならないため、2人だけで新居に引っ越したいと考えていたが、結婚式後に第1子を妊娠、昴と命名。産後にOLとして勤務。
明日葉 昴（あしたば すばる）
六実とひなたの長女。髪は六実、容姿はひなたに似ている。
『特別編』で20歳に成長し（やはり巨乳）、彼氏・まーくんが明日葉家に婿入り。
明日葉 くるみ（あしたば くるみ）
明日葉家の母親。年齢42歳→43歳。バストサイズはMカップ。
当初は夫のふみをが長期出張で留守のため、実質的な家長を務める。妖艶な美貌を持ち、娘婿の六実に無意識な誘惑をして困惑させては、ひなたから非難されてしまう。家族から批判されると「ひどい」と泣き出し、落ち込むと部屋に引き籠る。
ふみをの帰宅後、ひなたの妊娠と前後して第4子の妊娠が発覚、あさひと命名。
『おくさん』にも主人公・沖田恭子の育児仲間のひなたの母親の立場で登場。昴がお腹を空かせていた時におもむろに乳房を出し、45歳にして授乳期の子供がいることを示して恭子を唖然とさせた。
明日葉 明日菜（あしたば あすな）
明日葉家の次女。高校生。剣道部所属。バストサイズは推定Jカップ。容姿と髪はぬくみに似ている。
作者の大井が『月刊ヤングキングアワーズGH』に連載している『おくさん』にも、「九坂 若葉」の所属する剣道部の先輩として登場する。『四季を食べる女』にも登場する。
粗暴で口が悪く、家族に対して暴言や毒舌を吐き、暴力に訴えることも多い。しかし性根は優しく、不器用ながらも他者を思いやる面を持つ。男性に対する免疫が低く、義兄の六実を「婿（ムコ）」と呼び邪険に扱うが、次第に六実の優しさと男らしさを認め、「アニキ（兄貴）」と呼ぶようにもなる。自身の軽率な発言や行動が原因で、六実に誤解を招かせたり、家族仲を気まずくさせることもある。よく牛乳を飲む。
明日葉 詩音（あしたば しおん）
明日葉家の三女。小学3年生。
無邪気で生意気な性格。いたずら好きなトラブルメーカー。無意識な発言や質問責めで家族を困惑させることもある。義兄の六実を「わんわん」と呼ぶ。ナウシカとテレビゲームがお気に入り。父親のふみをと、六実の祖母のちあきになつく。
『特別編』で29歳に成長、巨乳になりメガネをかけるようになった。性格は明日菜とぬくみに似て口が悪くなった模様。まーくんを「ヘンタイ（変態）」と呼ぶ。
明日葉 あさひ（あしたば あさひ）
明日葉家の4人目。
ふみをとくるみとの間に誕生。性別は不明。
明日葉 ぬくみ（あしたば ぬくみ）
くるみの妹。ひなたたちの叔母。バストサイズは不明。
居候中の身で、昼間から肌着姿でビールを飲むなどずぼらな性格。甥の六実には初対面から好奇の目を向け、当初は「男」と呼んでいたが、後に「婿（ムコ）」と呼ぶようになる。官能小説を執筆しており、部屋にはパソコン、漫画や小説などの本が多数ある。
明日葉 ふみを（あしたば ふみを）
明日葉家の父親。くるみの夫。
長期出張から一時帰宅する。大学教員として勤務。六実とは婿入りする前から大学の教え子として面識があり、当初は「相馬君」「先生」と他人行儀に呼び合うが、やがて「むーくん」「お義父（とう）さん」と呼び合うようになる。娘婿の六実と同じく、明日葉家の女性陣の中で肩身の狭い思いをしている。
夏の家族旅行に合流する直前に脳溢血で倒れ、入院。快復後は退院し、明日葉家で暮らすようになるも、後遺症により左手を麻痺。
相馬 ちあき（そうま ちあき）
六実の祖母。
夫と娘夫婦に先立たれながらも、一人で六実を育て上げた。一人称は「オレ」。六実には厳しく、詩音には甘い。ひなたとくるみの尻に触れる癖がある。
六実宛に荷物を送り、明日葉家の家族を騒がせたこともある。結婚式前日に六実の実家で倒れ、六実達が駆け付けるも、大事にはならなかった。
鷹山 温子（たかやま あつこ）
ひなたの通院する産婦人科の院長。
くるみがひなたを出産した際には温子の祖母が院長を務めていたが、産院が自宅であるため、ひなたらの誕生、その後の入院期間中に明日葉家の家族との面識がある。六実を「婿（ムコ）」と呼ぶ。
来留嶋（くるしま）
ふみをの大学の恩師。
豊満な体格の熟女。ふみをを「ふみを君」と呼ぶ。ふみをのお見舞いに訪れ、明日葉家の家族と対面。ふみをからは「師匠」と呼ばれる。六実の大学再入学の面接も受け持つ。
若宮 める（わかみや める）
ひなたの友人。
産婦人科でひなたと出会い、親しくなった女性。互いに「ひなりん」「めるりん」と呼び合う程仲が良い。子供を授かれず悩んでいたが、後に妊娠。
若宮（わかみや）
めるの夫。名前は不明。
めるからは「あっくん」と呼ばれる。サラリーマンとして勤務。ワイン好き。

## 書誌情報
- 大井昌和 『明日葉さんちのムコ暮らし』集英社〈ヤングジャンプ・コミックス〉、全7巻
  1. 2016年1月19日発売[37]、ISBN 978-4-08-890351-4
  2. 2016年4月19日発売[38]、ISBN 978-4-08-890406-1
  3. 2016年9月16日発売[39]、ISBN 978-4-08-890505-1
  4. 2017年1月19日発売[40]、ISBN 978-4-08-890584-6
  5. 2017年5月19日発売[41]、ISBN 978-4-08-890650-8
  6. 2017年10月19日発売[42]、ISBN 978-4-08-890749-9
  7. 2018年4月19日発売[43]、ISBN 978-4-08-891007-9